# Adam's Lament
Adam’s Lament est une œuvre pour chœur mixte et orchestre à cordes écrite par Arvo Pärt, compositeur estonien associé au mouvement de musique minimaliste, sur un texte de Silouane de l'Athos.

## Historique
Composée en 2009, cette œuvre est une commande conjointe des capitales européennes de la culture Istanbul 2010 et Tallinn 2011.

## Discographie
- Adam's Lament par le Chœur de la radio lettone dirigé par Tõnu Kaljuste chez ECM Records, 2012.